# Ninomiya

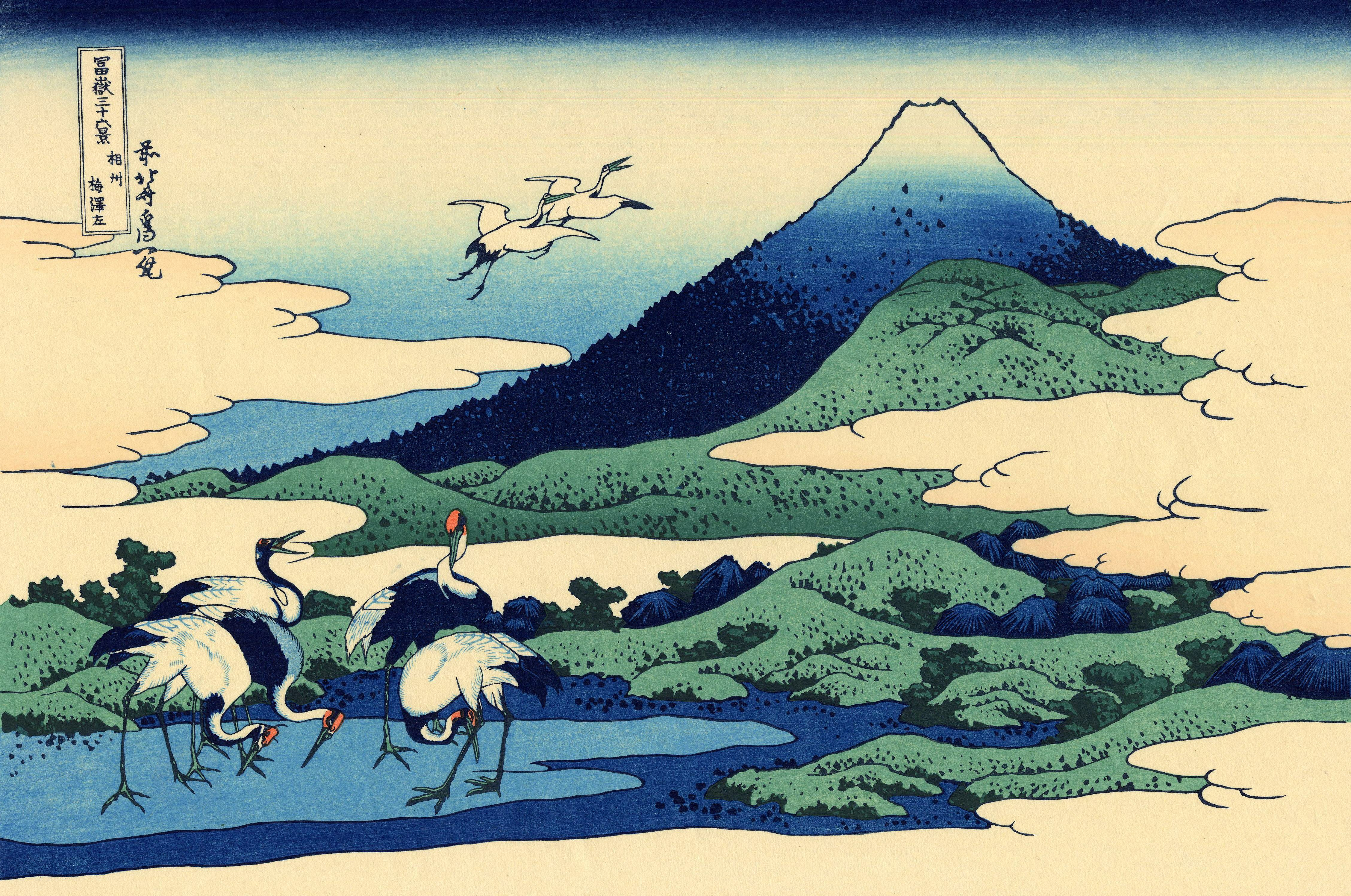
Hokusai.

Ninomiya (二宮町, Ninomiya-machi) est un bourg du district de Naka, au sein de la préfecture de Kanagawa, au Japon.

## Géographie

### Situation
Ninomiya est situé au sud de la préfecture de Kanagawa, au bord de la baie de Sagami.

### Démographie
Au 1er décembre 2018, la population de Ninomiya s'élevait à 27 903 habitants répartis sur une superficie de 9,08 km2.

## Transports
Le bourg est desservi par la ligne principale Tōkaidō à la gare de Ninomiya.

## Personnalités liées à la commune
- Shinri Suzuki (né en 1974), coureur cycliste